# Фульдаталь
Фульдаталь (нем. Fuldatal) — община в Германии, в земле Гессен. Подчиняется административному округу Кассель. Входит в состав района Кассель. Население составляет 11 916 человек (на 1 января 2009 года). Занимает площадь 33,68 км².
В бывшей казарме в посёлке Ротвестене (теперь часть Фульдаталя) в 1948 году в условиях строжайшей секретности провели организационную подготовку ввода немецкой марки.
Фульдаталь широко известен в России по учебникам немецкого языка, показан как одно из мест проживания немецких ребят.